# Capelopterum dolabra
Capelopterum dolabra är en insektsart som beskrevs av Ronald Gordon Fennah 1950. Capelopterum dolabra ingår i släktet Capelopterum och familjen sköldstritar. Inga underarter finns listade i Catalogue of Life.